# Antel TV
Antel TV es la plataforma de streaming y  televisión por internet de la compañía telefónica estatal de Uruguay, donde se transmiten diversos contenidos audiovisuales nacionales e internacionales. 

## Creación
Anteriormente existía una  plataforma denominada AdinetTV, pero tras una estrategia empresarial de la Antel de que los servicios de internet de alta velocidad basados en la tecnología 4G serían comercializados bajo el nombre de Antel Vera, dicha plataforma AdinetTV terminó siendo denominada como Vera TV. Actualmente pasa a llamarse Antel TV. 
Antel TV sigue una serie de acuerdos firmados entre antel y diferentes servicios de streaming como Spotify, Canal 4, Canal 10, Canal 12, TCC Vivo One, CineUY, Intendencías, Disney, Paramount, DGO y así como también Netflix, donde los clientes de Antel, pueden suscribirse a dichos servicios.

## Programación
La propuesta es generalista enfocada a todas las edades y públicos en la cual se difunde el deporte, la tecnología y la cultura, así como también las transmisiones exclusivas de diversos eventos destacados y relevantes. 
Cuenta con numerosas señales Nacionales e Internacionales en alta definición.

## Canales
- Canal 2 Lascano
- Canal 2 San Carlos
- Canal 2 Visión Canaria
- Canal 3 Artigas Televisión
- Canal 4 Juan Lacaze
- Canal 4 (solo para celulares)
- Canal 4 Chuy
- Canal 4 Paysandú
- Canal 4 Salto
- Canal 5
- Canal 6 Durazno
- TV Ciudad
- Canal 7 Punta
- Canal 8 Artigas
- Canal 8 Durazno
- Canal 8 Rivera
- Canal 8 Salto
- Canal 9 Rocha
- Canal 10 (solo para celulares)
- Canal 11 Las Piedras
- Canal 11 Treinta y Tres
- Teledoce (solo para celulares)
- Canal 12 Melo

## Antel TV cámaras
Dicha plataforma, también transmite en directo distintos puntos de la ciudad de Montevideo, como por ejemplo el Complejo Torre de las Telecomunicaciones, el Mercado del Puerto, el Palacio Legislativo, el Antel Arena, el Aeropuerto Internacional de Carrasco, la ciudad de Piriápolis, Casapueblo y el Parque de Vacaciones de UTE-ANTEL, mediante sus cámaras.